# Rhodamnia sepicana
Rhodamnia sepicana là một loài thực vật có hoa trong Họ Đào kim nương. Loài này được Diels miêu tả khoa học đầu tiên năm 1922.